# 수원 (하천)

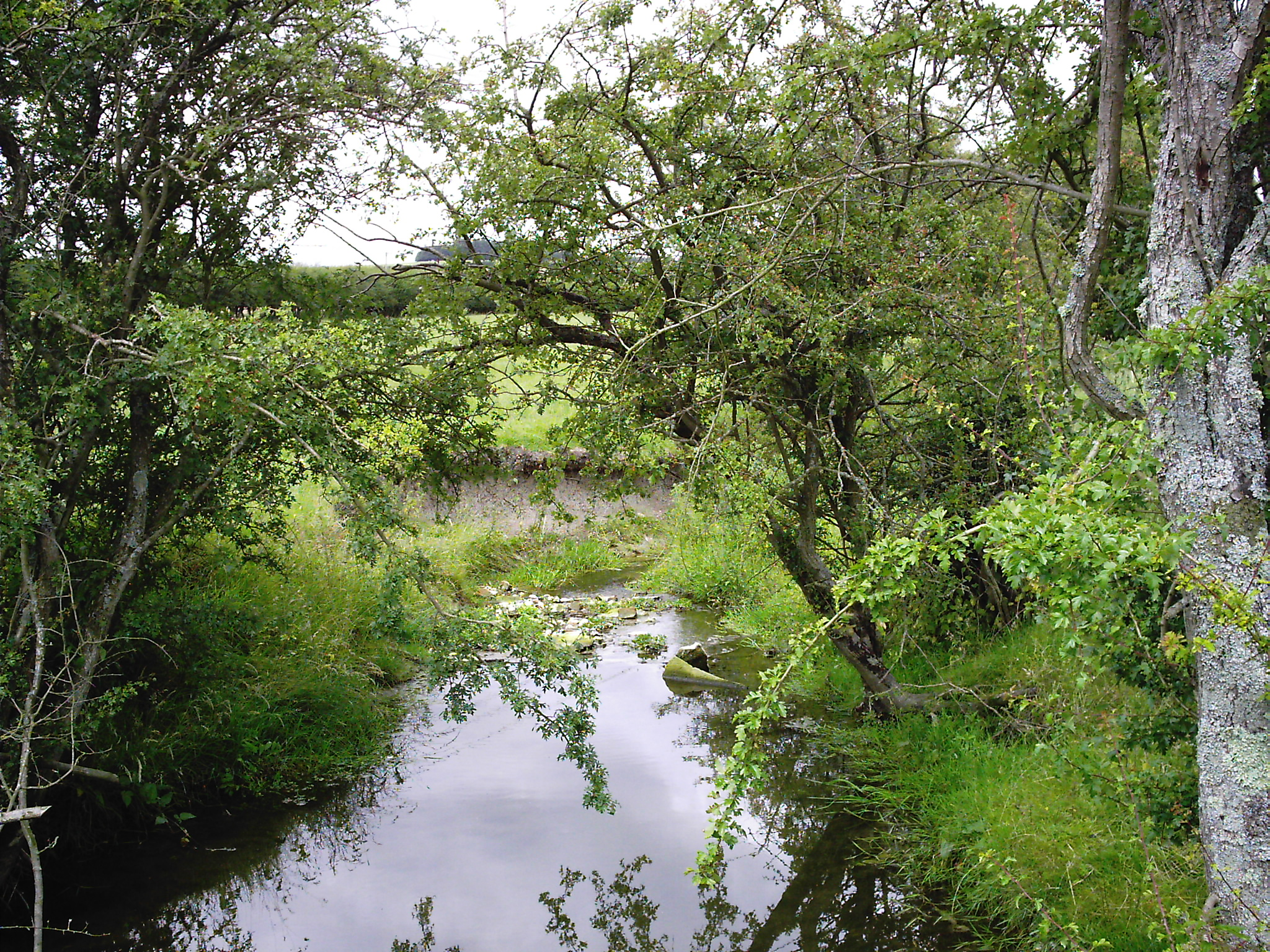
햄프셔 주 파링던 수원 근처의 웨이 강.

수원(水源, 영어: Water source)이란 하천이 시작되는 지점을 말한다. 또는 용수(농업용수, 공업용수)나 수도(상수도, 간이수도)로서 이용하는 물의 공급원을 의미하기도 한다.

## 종류
수원의 종류로는 천수(天水), 지표수, 지하수가 있다.
- 천수(天水) : 빗물이 주를 이룬다.
- 지표수 : 하천수, 호소수, 저수지 수를 말한다.
- 지하수 : 천층수, 심층수, 복류수, 용천수를 말한다.[1] 부유물질, 유기물 등에 의해 오염된 정도가 지표수에 비해 작다. 단 광물질은 많이 포함.[3]

하천수는 계절에 따른 수질 변화가 가장 큰 수원이다.

## 위치
- (수원) - 상류 - 중류 - 하류 - (하구)

## 수원 선정 시 고려 사항
- 수량이 풍부해야 한다. 최대 갈수기에도 계획 취수량만큼의 취수가 가능해야 한다.
- 수질이 양호하고 잠재적인 오염원이 없거나 적어야 한다.
- 수도 소비자와 가까운 위치에 있어야 한다.
- 수도 소비자보다 높은 곳에 위치해야 한다. 자연 유하식의 취수, 배수가 가능한 곳이 좋다.[5]

## 대한민국 상수원의 수질 기준
수질 기준을 따지는 지표는 여러 가지가 있다. 그 중 BOD는 1급의 경우 1mg/L 이하, 2급의 경우 3mg/L 이하, 3급의 경우 5mg/L 이하이어야 각각의 수질 기준을 만족한다. 그 외에 pH, SS, DO, 대장균 군수를 지표로 사용한다.

## 같이 보기
- 샘

## 참고 문헌
- 노재식; 한웅규; 정용욱 (2016). 《토목기사 대비 상하수도 공학》. 한솔아카데미. ISBN 9791156562344.